# Литература Сенегала
Литература Сенегала (фр. Littérature sénégalaise) — литература, написанная на территории Сенегала. Большинство работ были написаны на французском языке, но есть также произведения на арабском языке и волоф.

## Обзор
Сенегальская литература известна в мире, в основном, благодаря личности первого президента страны Леопольда Седара Сенгора, поэта и государственного деятеля, который писал свои стихи и прозу на французском языке.
Другие известные авторы, это писатели Шейх Хамиду Кейн, Бираго Диоп, Бубакар Борис Диоп и Усман Сембен, также бывший ведущим кинорежиссёром Сенегала. На языке волоф пишет Ндао Шейк Алиу.
Среди женщин Сенегала тоже есть известные писатели. Мариама Ба, Амината Сов Фалль и Фату Дьом приобрели международную известность благодаря своим произведениям.